# Pteromicra leucopeza
Pteromicra leucopeza är en kärrfluga som beskrevs 1838 av Johann Wilhelm Meigen. Arten ingår i släktet Pteromicra och familjen Sciomyzidae.  Inga underarter finns listade i Catalogue of Life.
Artens utbredning är inte utredd men den är rapporterad från ett bälte som sträcker sig från Finland i norr, genom Sverige, Norge, Danmark och Nederländerna och vidare till Storbritannien och Frankrike.
Artens livsmiljö är strandskogar, madkärrstränder och översvämningsskogar vid sötvatten.